# Killing Miránda

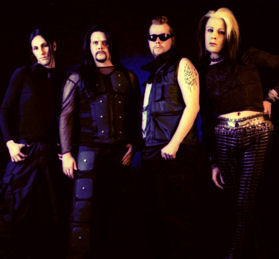
Una foto de Killing Miránda sacada por Tina Corhonen.

Killing Miránda fue originalmente una banda británica de rock gótico. Con el tiempo, empezó a incluir algunos elementos de música industrial y metal como parte de su estilo.

## Historia
La formación original del grupo consistió en:
- Richard Pyne (alias 'Filthy Rikky') - voz
- Dave Irvine (alias 'Irish Dave') - guitarra
- Dave Turner (alias 'Alien Dave') - guitarra
- Chris Wareham - bajo
- Belle - batería y producción

El grupo fue formado en Londres en 1998. Fue esta formación que grabó y lanzó el álbum debut, "Blessed Deviant" bajo la discográfica Nightbreed en 1999. Cuando Chris Wareham salió del grupo en 2000, Irish Dave se hizo la bajista de la banda.
El segundo álbum, "Transgression By Numbers", fue lanzado en 2001. Poco después, el grupo se fue de Nightbreed, uniéndose a Diesel Motor Records, que lanzó su tercer álbum, "Consummate", el último del grupo, en el octubre de 2004.
Killing Miránda ha estado de gira por Inglaterra, México, Irlanda, las Azores, Alemania y Austria, incluyendo los festivales de Eurorock y Wave-Gotik-Treffen. Además, ha tocado con grupos como Mortiis, Front 242, The Mission UK, Queen Adreena, Paradise Lost y The Damned. 
Desde el 27 de julio de 2007, Killing Miránda ha estado en una "pausa permanente". Desde entonces, el exlíder Richard Pyne se ha concentrado en su proyecto industrial, UberByte, mientras que Belle ha interpretado en vivo con Rachel Stamp, Nosferatu, David Ryder-Prangley and the Witches, New Skin y Lahannya.

## Discografía

### Álbumes
- Blessed Deviant (1999)
- Transgression by Numbers (2001)
- Consummate (2004) bajo Diesel Motor Records

### EP y sencillos
- Burn Sinister - EP (1998)
- Teenage Vampire - sencillo (2000)
- Enter the Dagon - sencillo (lanzamiento digital gratis) (2004)
- I Know What You Want - sencillo (lanzamiento digital gratis) (2005)